# Quirijnstok (buurtschap)
Quirijnstok is een buurtschap in de gemeente Tilburg in de Nederlandse provincie Noord-Brabant. Het ligt ten noordoosten van de stad Tilburg tussen de buurtschappen Rugdijk en Vijfhuizen.